# Pugni chiusi (film)
Pugni chiusi è un documentario del 2011 diretto da Fiorella Infascelli presentato nella sezione "documentario" al 68ª Mostra internazionale d'arte cinematografica di Venezia.

## Trama
Il film narrà dell'esperienza de "L'isola dei cassintegrati", ovvero la protesta degli operai della Vinils di Porto Torres, che si sono autoreclusi per più di un anno nel dismesso carcere dell'Asinara.

## Premi e riconoscimenti
- Festival di Venezia 2011: Premio Controcampo Doc, Menzione speciale a Francesco Di Giacomo per la fotografia